# Sibylle Kynast

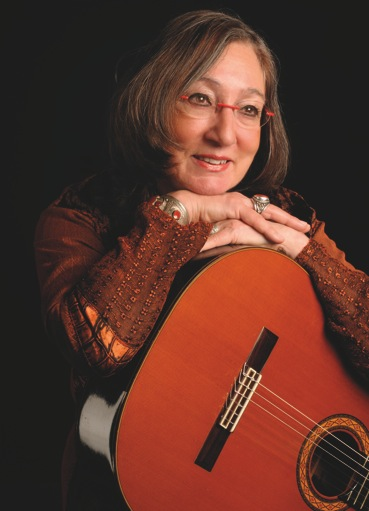
Sibylle Kynast

Sibylle Kynast (* 31. Januar 1945 in Gangkofen) ist eine deutsche Sängerin und Gitarristin.

## Leben
Sibylle Kynast begann ihre musikalische Karriere 1964 an der Studentenbühne der Universität Hamburg in dem Stück „Liebe ist besser als Krieg, Liebeslyrik aus drei Jahrtausenden“ und sang dort freche Liebeslieder. 1965 gehörte sie zu den Gründungsmitgliedern der Hamburger Folk-Rock Gruppe Die City Preachers, zusammen mit Alexandra, Inga Rumpf und Udo Lindenberg. Sie sang in dieser Gruppe vor allen Dingen jiddische, spanische, israelische und osteuropäische Lieder. 
Zunächst war das Singen und Spielen bei den City Preachers nur ein  Hobby. Nachdem sie 1965 mit den City Preachers ihre erste Schallplatte namens Folklore bei der Teldec veröffentlicht hatte, folgten  Bühnenauftritte, Rundfunkproduktionen, Fernsehauftritte, Fernsehfilme und weitere LPs. Sie entschloss sich, das Singen berufsmäßig zu ergreifen und beendete 1966 ihre Töpferlehre.
Als sich die City Preachers 1969 immer mehr von der Folk-Musik entfernten, begann sie eine Solokarriere und arbeitete zusammen mit Eckart Kahlhofer für den NDR-Kinderfunk. Sie gestaltete eine eigene Sendereihe und schrieb den Rahmen für diese Sendungen, die sie auch selbst moderierte. Eckart Kahlhofer vertonte Kindergedichte, u. a. von James Krüss, die gemeinsam von ihnen gesungen wurden.
Nachdem sie als Solistin nicht den gewünschten Erfolg hatte, begann sie 1973 ein vierjähriges Studium in Kunstpädagogik und Kunsttherapie an der Fachhochschule Ottersberg. Das Studium verdiente sie sich unter anderem mit Gesangsauftritten in verschiedenen Folkloreclubs, zum Beispiel im Kleinen Olymp in Bremen. Zwei Jahre sang und spielte sie als Gitarristin bei der Bremer Band Rademaker, Packeiser und Co englische und irische Volksmusik.
Nach Abschluss des Studiums arbeitete sie 25 Jahre als Lehrerin für Kunst und Handwerk an verschiedenen Waldorfschulen, zusammen mit ihrem Mann, dem Fotografen und Designer Paul Rudolf. Auch während ihrer Lehrtätigkeit veranstaltete sie Konzerte mit Musikgruppen oder erteilte Musikunterricht.
2009, nach Beendigung ihrer Lehrtätigkeit, gründete sie ihr eigenes Weltmusik-Ensemble. Das Repertoire von Sibylle Kynast ist inspiriert von folkloristischen Klängen und Gesängen, Liedern aus Israel, Spanien, Griechenland, Lateinamerika, Russland, Osteuropa und Liedern der Roma. Durch ihre Lieder aus unterschiedlichsten Kulturen und Religionen vermittelt Sibylle Kynast die Botschaft einer weltumspannenden Verbundenheit und baut so Brücken für ein musikalisches Miteinander. Sie veranstaltet Konzerte und hat bis jetzt fünf Alben mit ihrer Weltmusikgruppe veröffentlicht.

## Diskografie
Soloalben, CDs
- 1964: Lieder von Anderswo (Thorofon)
- 2010: Amol is gewen (Independent)
- 2012: Scha still (Thein)
- 2017: Lomir sich iberbetn (Fuego)
- 2019: Weihnachtszeit (Fuego)
- 2021: Jahreszeiten (Fuego)

mit der Hamburger Studentenbühne
- 1965: Liebe ist besser als Krieg, erotische Lyrik und lose Lieder (Fontana Records)

Mit Tilman Hübner
- 2017: Wenn ich mir was wünschen dürfte (Poema)·

mit den City Preachers
- 1965: Folklore (Teldec)
- 1966: Die City Preachers (Decca)
- 1966: Gypsy Swing (Emi)
- 1966: Warum? (Philips)
- 1967: Cool Water – Internationale Folk Hits (Decca)
- 1968: Der Kürbis, die Traumtänzer und das Transportproblem (Decca)
- 1971: Back to the City (Hörzu/Metronome)
- 1998: Folklore (CD, Teldec)